# みんなの地図3
『みんなの地図3』（みんなのちず3）は2008年4月24日にゼンリンから発売されたPlayStation Portable用ソフト。地図およびナビゲーションソフト。
PSP専用GPSレシーバー（PSP-290）とソフトをPSPにセットすることでPSPを地図および、歩行者用ナビゲーションとして使うことが出来る。
また、GPSの電波が届かない地下や屋内でもソニーコンピュータサイエンス研究所が開発した数秒で現在位置を測位できる「PlaceEngine」（プレイスエンジン）を使い、Wi-Fiの電波を受信することで位置を特定できる。
コミュニティサイト「PetaMap」（ペタマップ）で『みんなの地図3』ユーザー同士や、『みんなの地図3』と『みんなの地図2』ユーザー同士でスポット情報の交換が可能で、作成したMyスポット情報を「PetaMap」にアップロードして公開し、日本国内の『みんなの地図2』や『みんなの地図3』のユーザーと共有することができる。
みんなの地図2では2007年のグッドデザイン賞を受賞している。

## 新機能
『みんなの地図2』の機能に加えて、主に次のような機能の強化がなされている。
- UMDが2枚組になり、情報量が大幅に増えた
  - 1枚はシステムディスク、2枚目は地図のインストールディスクとなっており、2枚目のデータをメモリースティックにインストールすることにより、地図の読み込み時間が短縮される。
- ルート探索距離が10kmに延びた（前作では3kmまで）
- GPSの自動位置更新設定に1秒が追加された
- お気に入り機能が搭載された